# フルフリルメチルスルフィド
フルフリルメチルスルフィド（英: Furfuryl Methyl Sulfide）は、有機硫黄化合物の一種。フランとメチル基がスルフィド結合した構造を採る。消防法に定める第4類危険物 第2石油類に該当する。

## 用途
希釈すると、淹れたてのコーヒーに類似した香りを生じる。実際のコーヒーから発生するフラン-2-イルメタンチオールなどに比べて安定しているため、フルフリルメチルジスルフィドや4-メトキシ-2-メチル-2-ブタンチオールなどと組み合わせて、コーヒー飲料や菓子類などの淹れたて感賦与剤として利用される。

## 安全性
引火点は63℃で、ジスルフィド結合を持つ類似物質のフルフリルメチルジスルフィドに比べて低い。日本の消防法では危険物第4類第2石油類に指定されている。